# Carlos (motorfiets)
Carlos is een historisch Duits motorfietsmerk.
De bedrijfsnaam was: Carlos Fahrzeugwerke GmbH, Kreiensen (Harz) .
Dit was een kleine fabriek die van 1924 tot 1926 motorfietsen met een DKW-tweetaktblok bouwde.
In de eerste helft van de jaren twintig ontstonden honderden van deze kleine merken in Duitsland. Er was na de Eerste Wereldoorlog behoefte aan goedkope vervoermiddelen en door inbouwmotoren van andere merken in te kopen kon men goedkoop produceren. De enorme concurrentie betekende echter dat men vooral in de eigen regio klanten moest werven, omdat een dealernetwerk niet bestond. Daardoor overleefden deze producenten ook maar enkele jaren: in 1925 verdwenen er meer dan 150, maar Carlos hield het een jaar langer vol.